# Elizabeth Lada

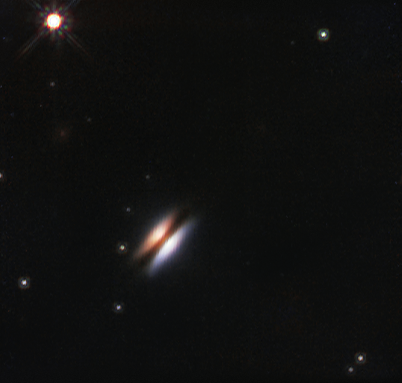
L'étoile Flying Saucer (« soucoupe volante » en anglais), nommée ainsi du fait de sa forme, et découverte par E. Lada.

Elizabeth Lada est une astronome américaine, spécialisée dans l'étude des amas stellaires et nuages moléculaires.

## Biographie
Elizabeth Lada fait des études de physique à université Yale où elle obtient en B.Sc. 1983, puis poursuit à l'université du Texas à Austin jusqu'à l'obtention d'un Ph.D. en astronomie en 1990. Elle décroche ensuite un poste de chercheur postdoctoral au Harvard-Smithsonian Center for Astrophysics qu'elle occupe pendant trois ans et demi jusqu'en 1993. En 1992 l'Union américaine d'astronomie lui décerne le prix d'astronomie Annie J. Cannon,. Elle devient ensuite Hubble Fellow du Space Telescope Science Institute pendant trois ans,.

Après ces deux contrats postdoctoraux, elle devient fin 1996 enseignante chercheuse de l'université de Floride.
En 1998 elle reçoit un National Science Foundation CAREER Awards (en), un prix décerné aux enseignants-chercheurs en début de carrière. L’année suivante la Maison-Blanche lui décerne un Presidential Early Career Award for Scientists and Engineers, la plus haute distinction remise par le gouvernement américain à de jeunes scientifiques et ingénieurs,. 
Au travers le dispositif FLAMINGOS (Florida multi-object imaging near-IR grism observational spectrometer (un imageur infrarouge et Spectrographe qui utilise le télescope Mayall de 4 mètres de l'observatoire de Kitt Peak,) elle découvre en 2003 avec son mari sept jeunes étoiles, distantes d'environ mille années-lumière, autour desquelles des planètes sont en formation. Ce sont les exoplanètes en formation les plus lointaines découvertes à cette date et elles suggèrent que les planètes pourraient se former plus tôt dans la vie de l'étoile que ce qui était admis jusque là,.

Cette découverte se fait dans le cadre d'études sur les jeunes étoiles et l'analyse de la composition stellaire de nuages moléculaires, comme dans le noyau principal du nuage de la constellation du Serpent.

## Distinctions et récompenses
- Prix d'astronomie Annie J. Cannon en 1992[2],[3]
- National Science Foundation CAREER Awards (en) en 1998[1]
- Presidential Early Career Award for Scientists and Engineers en 1999[1]

## Vie privée
Elizabeth Lada est la sœur de Charles J. Lada, astronome également, avec qui elle a collaboré de nombreuses fois,,.
Elle se marie en 1996 avec l'astronome Richard Joseph Elston (mort en 2004) avec qui elle travaille notamment dans le cadre du NOAO et du projet FLAMINGOS dont il a supervisé la conception. Ensemble ils ont un fils, Joseph, né en 1999,,.